# 229
229 (CCXXIX) var ett normalår som började en torsdag i den julianska kalendern.

## Händelser

### Okänt datum
- Severus Alexander och Dio Cassius blir konsuler i Rom.
- Ammonios Sakkas förnyar den grekiska filosofin genom att skapa nyplatonismen.
- Jiankang (Nanjing) grundas.
- Sun Quan utropar sig formellt till kejsare av kungariket Wu.

## Avlidna
- Cao Li, kinesisk prins
- Cao Yong, kinesisk prins
- Zhao Yun, kinesisk general